# Michel Granger (professeur)
Pour les articles homonymes, voir Michel Granger.
 (mai 2013).
Michel Granger  est professeur honoraire de littérature américaine du XIXe siècle à l’université de Lyon né en 1947. Agrégé d’anglais, docteur d’État, il a principalement enseigné la littérature américaine du XIXe siècle (Emerson, Hawthorne, Poe, Thoreau, Melville, Whitman, Twain, Crane…). Il est spécialiste du philosophe Henry David Thoreau au sujet duquel il a publié de nombreux articles et ouvrages.
Il a été rédacteur de la Revue française d’études américaines (1991-1997) et a présidé l’Association française d’études américaines (2000-2003).
Avec Le Mot et le Reste, il a entrepris l’édition de nouvelles traductions des œuvres majeures de Thoreau : la première publication en un volume des principaux Essais (1842-1863), Walden, et une large sélection d’extraits inédits du Journal.

## Publications (sélection)

### Ouvrages
- Henry D. Thoreau : Narcisse à Walden, Lyon, Presses Universitaires de Lyon, 1991, 256 p. (édition en ligne, PUL, 2006).
- Henry D. Thoreau, Paris, L'Herne, « Cahier de L'Herne n° 65 », 1994, 325 p. (direction du Cahier, présentation et rédaction de trois chapitres).
- Henry D. Thoreau : Désobéir, Paris, 10/18, 1997, 222 p. (reprise partielle du Cahier de L'Herne).
- Henry David Thoreau : Paradoxes d’excentrique, Paris : Belin, Coll. « Voix américaines », 1999, 128 p.
- Thoreauvian Modernities. Transatlantic Conversations on an American Icon, edited by F. Specq, L. Dassow Wall & M. Granger, Athens, University of Georgia Press, 2013, 310 p.
- Henry D. Thoreau, Mr. Walden, Le mot et le reste, 2019, 190 p.    https://lemotetlereste.com/litteratures/henrydthoreau/

### Articles
- Michel Granger, Dictionnaire universel des littératures : Henry David Thoreau, Paris, Presses Universitaires de France, 1994, p. 3834-3835
- Michel Granger, « Le détour par le non-humain », dans Henry David Thoreau, Paris, Cahier de l’Herne, coll. « L'Herne », 1994, p. 232-274
- Michel Granger (dir.), « Henry D. Thoreau, Walden », dans Guide de la littérature américaine des origines à nos jours, Paris, Ellipses, 2008, p. 51-54
- Michel Granger, « La genèse de Walden : écriture et réécriture », dans Henry David Thoreau, Paris, Cahier de l’Herne, 1994, p. 282-289
- Michel Granger, « Gestes spectaculaires, texte vécu », dans Henry David Thoreau, Paris, Cahier de l’Herne, 1994, p. 20-34
- Michel Granger, « Walden, ou l’aménagement du Territoire », Revue d’études anglophones, no 17,‎ automne 2004 (lire en ligne)

### Éditions critiques d'œuvres de Thoreau
- Préface, introductions et notes, Henry D. Thoreau, Essais, trad. Nicole Mallet, Marseille, Le Mot et le Reste, 2007, 427 p.
- Postface et notes, Henry D. Thoreau, Walden, préface de Jim Harrison, traduction de Brice Matthieussent, coll. « Attitudes », Marseille, Le Mot et le Reste (2010), nouvelle édition 2013, 365 p.
- Postface à la 1re publication en France de : Henry D. Thoreau, L’esprit commercial des temps modernes et son influence sur le caractère politique, moral et littéraire d’une nation (1837), Paris, Éditions Le Grand Souffle, 2007, 48 p.
- Introduction et notes, Henry D. Thoreau, Résistance au gouvernement civil et autres textes, trad. N. Mallet, Marseille, Le Mot et le Reste, 2011, 85 p.
- Introduction et notes, Henry D. Thoreau, Teintes d'automne & La succession des arbres en forêt, trad. N. Mallet, Marseille, Le Mot et le Reste, 2012, 86 p.
- Introduction et notes, Henry D. Thoreau, Les pommes sauvages & La vie sans principe, trad. N. Mallet, Marseille, Le Mot et le Reste, 2013, 87 p.
- Introduction et notes, Henry D. Thoreau, Marcher & Une promenade en hiver, trad. N. Mallet, Marseille, Le Mot et le Reste (2013), 2014, 91 p.
- Sélection, introduction et notes, Henry D. Thoreau, Journal, trad. Brice Matthieussent, Marseille, Le Mot et le Reste, 2014, 651 p.  https://lemotetlereste.com/litteratures/journalpoche/
- Sélection, introduction et notes, Henry D. Thoreau, Voisins animaux, trad. Brice Matthieussent, Marseille, Le Mot et le Reste, 2016, 160 p.
- Sélection, introduction et notes, Henry D. Thoreau, Pensées sauvages, trad. N. Mallet et Brice Matthieussent, Marseille, Le Mot et le Reste, 2017, 160 p.